# Onthophagus frontalis
Onthophagus frontalis là một loài bọ cánh cứng trong họ Bọ hung (Scarabaeidae).